# Economia de Marrocos
Marrocos pertence ao grupo de países emergentes, com um sistema econômico misto. Desde 1993 o governo seguiu uma política de privatização das empresas públicas, bem como da liberalização de muitos setores.  A economia do país é uma das melhores da África, graças ao tratado de comércio e exportação que o país fez com os Estados Unidos e a com a União Europeia.
Marrocos é o maior exportador mundial de fosfato e equipamentos petrolíferos. Possui terras áridas em quase todo o território. O rei Mohammed VI lançou vários projetos de modernização econômica. A partir deles, o país começou a apresentar um crescimento grande do PIB - 4,4% em 2001, 7,5% em 2005, 9.3% em 2006. O país possui também grandes reservas de petróleo no Deserto do Saara.
Mesmo tendo nos últimos anos seguido uma política de diversificação econômica, a agricultura, que só representa 17,1% do PIB emprega ao 44% da população ativa. Em 2009 mesmo com a crise econômica que afetou parte do mundo, o país conseguiu um crescimento de 5,0% graças em parte ao grande protecionismo ao sistema bancário marroquino e aos bons resultados no setor agrícola.
O país está se esforçando para manter um alto Índice de Desenvolvimento Humano e estabilidade na economia. Em 2010 o país teve um PIB per capita (ou Renda per capita) de US$4.900. Juntando com o PIB do Saara Ocidental, o resultado é US$5.555[carece de fontes?].
O país apresentou um IDH de 0,644 em 2004. Estima-se que para 2008 o IDH seja de 0,725, em 2012 de 0,753 e em 2015, 0,811.
Os déficits comercial e orçamentário do Marrocos cresceram durante 2010, e a redução da despesa do governo e a adaptação a um crescimento econômico reduzido da Europa - onde está seu principal mercado - serão os desafios do país em 2011. Para o longo prazo, um dos principais desafios é melhorar a educação e criar oportunidades de emprego para os jovens, além de reduzir as desigualdades entre ricos e pobres e combater a corrupção. O país possui enormes reservas de petróleo no deserto do saara , além de enormes reservas de ferro , carvão e cobre .

## Dados econômicos
- Moeda: dirham marroquino
- PIB: US$ 152.5 bilhões (2006).
- PIB agricultura: 14,5% (2015).
- PIB indústria: 29,2% (2015).
- PIB serviços: 56,3% (2015).

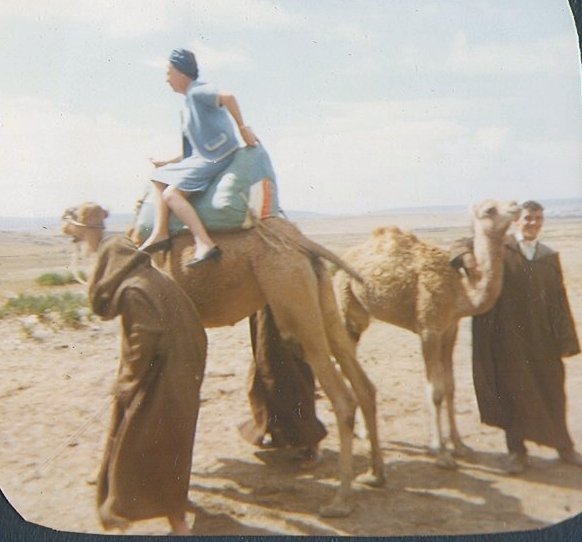
Um turista anda de camelo no Marrocos, onde o turismo tem sido uma fonte de renda para muitos marroquinos

- Crescimento do PIB: 5,4% ao ano (2015).
- Renda per capita: US$.4900 (2010).
- Força de trabalho: 15 milhões (2006).
- Agricultura: cevada, trigo, frutas cítricas, uvas, legumes, azeitonas; pecuária; vinho.
- Pesca: 1500 mil toneladas (2002).
- Mineração: fosforito, ácido fosfórico, carvão , ferro , petróleo ,zinco , cobre , chumbo, manganês, e pirita
- . Indústria: fertilizantes, refino de petróleo, alimentícia, têxtil.
- Exportações: US$ 11,2 bilhões (2006).
- Importações: US$ 22,6 bilhões (2006).

## Comércio exterior
Em 2020, o país foi o 64º maior exportador do mundo (US $ 29,3 bilhões em mercadorias, 0,2% do total mundial). Na soma de bens e serviços exportados, chega a US $ 44,0 bilhões, ficando em 58º lugar mundial. Já nas importações, em 2019, foi o 47º maior importador do mundo: US $ 51,0 bilhões.

## Setor primário

### Agricultura
O Marrocos produziu, em 2018:
- 7,3 milhões de toneladas de trigo (20º maior produtor do mundo);
- 3,7 milhões de toneladas de beterraba, que serve para produzir açúcar e etanol;
- 2,8 milhões de toneladas de cevada (15º maior produtor do mundo);
- 1,8 milhões de toneladas de batata;
- 1,5 milhão de toneladas de azeitona (3º maior produtor do mundo, somente atrás da Espanha e Itália);
- 1,4 milhão de toneladas de tomate (15º maior produtor do mundo);
- 1,2 milhão de toneladas de tangerina (4º maior produtor do mundo, somente atrás de China, Espanha e Turquia);
- 1 milhão de toneladas de laranja (15º maior produtor do mundo);
- 954 mil toneladas de cebola;
- 742 mil toneladas de melancia;
- 696 mil toneladas de maçã;
- 616 mil toneladas de cana-de-açúcar;
- 500 mil toneladas de melão;
- 480 mil toneladas de cenoura;
- 451 mil toneladas de uva;
- 319 mil toneladas de banana;
- 256 mil toneladas de pimenta chili;
- 128 mil toneladas de figo (3º maior produtor do mundo, somente atrás de Turquia e Egito);

Além de produções menores de outros produtos agrícolas.

### Pecuária
Em 2019, o Marrocos produziu 2,5 bilhões de litros de leite de vaca, 782 mil toneladas de carne de frango, 283 mil toneladas de carne bovina, 178 mil toneladas de carne de cordeiro, entre outros.

## Setor secundário

### Indústria
O Banco Mundial lista os principais países produtores a cada ano, com base no valor total da produção. Pela lista de 2019, o Marrocos tinha a 58ª indústria mais valiosa do mundo (US $ 17,8 bilhões).
Em 2019, o Marrocos era o 26ª maior produtor de veículos do mundo (394 mil) e não produzia aço. O país foi o 5º maior produtor mundial de azeite de oliva em 2018. Foi o 6º maior produtor mundial de lã em 2019.

### Energia
Nas energias não-renováveis, em 2020, o país era o 93º maior produtor de petróleo do mundo, com uma produção quase nula. Em 2011, o país consumia 204 mil barris/dia (56º maior consumidor do mundo). O país foi o 38º maior importador de petróleo do mundo em 2012 (148,5 mil barris/dia). Em 2015, o Marrocos era o 81º maior produtor mundial de gás natural, com uma produção quase nula. Em 2009 era o 66º maior importador mundial de gás (0,5 bilhões de m³ ao ano)  O país não produz carvão.
Nas energias renováveis, em 2020, o Marrocos era o 33º maior produtor de energia eólica do mundo, com 1,2 GW de potência instalada, e era o 44º maior produtor de energia solar do mundo, com 0,7 GW de potência instalada.

### Mineração
Em 2019, o país era o 2º maior produtor mundial de fosfato e o 10º maior produtor mundial de cobalto;

## Setor terciário

### Turismo
Em 2018, o Marrocos foi o 32º país mais visitado do mundo, com 12,2 milhões de turistas internacionais. As receitas do turismo, neste ano, foram de US $ 7,7 bilhões.